# Premierzy Barbadosu

## Lista premierów Barbadosu

### Kolonia
| # | Imię i Nazwisko                    | Portret | Kadencja         | Kadencja          | Partia polityczna | Partia polityczna |
| # | Imię i Nazwisko                    | Portret | Od               | Do                | Partia polityczna | Partia polityczna |
| - | ---------------------------------- | ------- | ---------------- | ----------------- | ----------------- | ----------------- |
| 1 | Grantley Herbert Adams (1898–1971) |         | 1 lutego 1954    | 17 kwietnia 1958  |                   | BLP               |
| 2 | Hugh Gordon Cummins (1891–1970)    |         | 17 kwietnia 1958 | 8 grudnia 1961    |                   | BLP               |
| 3 | Errol Barrow (1920–1987)           |         | 8 grudnia 1961   | 30 listopada 1966 |                   | DLP               |

### Niepodległe państwo
| #   | Imię i Nazwisko               | Portret | Kadencja             | Kadencja             | Partia polityczna | Partia polityczna |
| #   | Imię i Nazwisko               | Portret | Od                   | Do                   | Partia polityczna | Partia polityczna |
| --- | ----------------------------- | ------- | -------------------- | -------------------- | ----------------- | ----------------- |
| 1   | Errol Barrow (1920–1987)      |         | 30 listopada 1966    | 8 września 1976      |                   | DLP               |
| 2   | Tom Adams (1931–1985)         |         | 8 września 1976      | 11 marca 1985        |                   | BLP               |
| 3   | Harold St. John (1931–2004)   |         | 11 marca 1985        | 29 maja 1986         |                   | BLP               |
| (1) | Errol Barrow (1920–1987)      |         | 29 maja 1986         | 1 czerwca 1987       |                   | DLP               |
| 4   | Erskine Sandiford (1937-2023) |         | 1 czerwca 1987       | 7 września 1994      |                   | DLP               |
| 5   | Owen Arthur (1949–2020)       |         | 7 września 1994      | 16 stycznia 2008     |                   | BLP               |
| 6   | David Thompson (1961–2010)    |         | 16 stycznia 2008     | 23 października 2010 |                   | DLP               |
| 7   | Freundel Stuart (ur. 1951)    |         | 23 października 2010 | 25 maja 2018         |                   | DLP               |
| 8   | Mia Mottley (ur. 1965)        |         | 25 maja 2018         | nadal                |                   | BLP               |